# Richard Alf
Richard Alf (né le 26 janvier 1952 à San Diego et mort le 4 janvier 2012 à Ramona) est un homme d'affaires et libraire américain connu pour avoir été à l'origine du Comic-Con de San Diego en 1970 aux côtés de Shel Dorf, Ken Krueger, Mike Towry (en) et Greg Bear.
Alf est décédé d'un cancer du pancréas à l'âge de 59 ans.Il laisse dans le deuil sa mère, qui vit à Santa Monica.

## Prix et récompenses
- 1989 : Prix Inkpot